# Шагыр (Туркестанская область)
Шагыр (каз. Шағыр) — село в Туркестанской области Казахстана. Находится в подчинении городской администрации Арыса. Входит в состав Монтайтасского сельского округа. Код КАТО — 511645800.

## Население
В 1999 году население села составляло 796 человек (379 мужчин и 417 женщин). По данным переписи 2009 года в селе проживало 879 человек (432 мужчины и 447 женщин).